# BMW M20

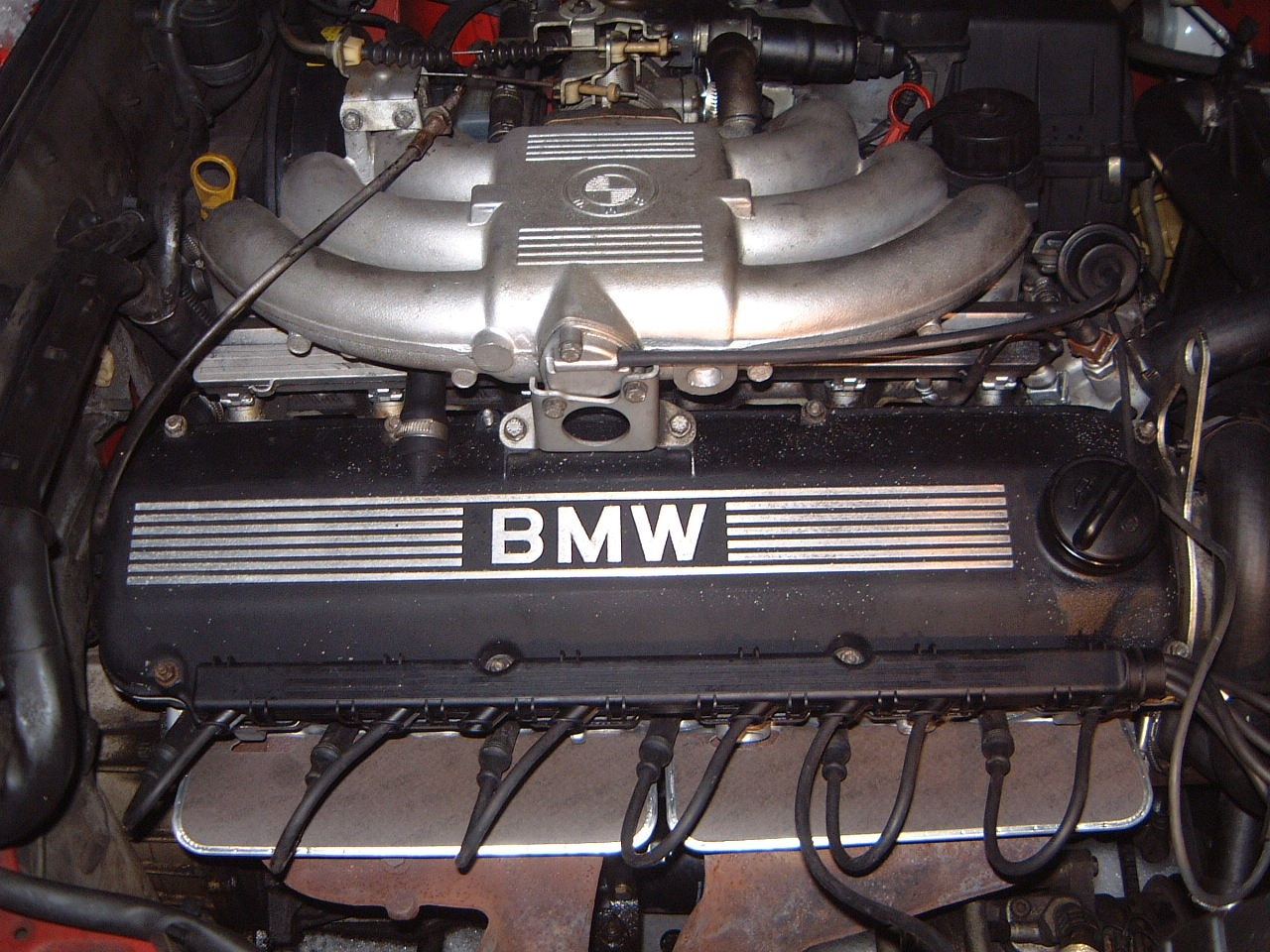
Silnik M20B25 z amerykańskiego rynku z 1989.

BMW M20 – 12-zaworowy silnik SOHC BMW produkowany w 4 wersjach pojemnościowych od 2.0 do 2.7. Pierwszy raz zamontowany został w 1977 napędzając modele e12 i e21. Jest to mniejszy brat "Wielkiej szóstki"(M30) odstęp między cylindrami wynosi 91mm.
Wprowadzono ją by zastąpić silniki 4-cylindrowe gdyż M20 miało większy potencjał do rozwoju.
Silnik ten był montowany przez prawie dwie dekady. Napędzał on serię 3 w modelach e21 i e30 oraz serię 5 w e12, e28 i e34(w początkach produkcji) Ostatnim modelem napędzanym tym silnikiem było e30 325i którego produkcję zakończono w kwietniu 1993r. 
Jednostkę tę zastąpiła jednostka m50 z 4 zaworami na cylinder.
M20 posiadało trzy rodzaje głowic:
Pierwszą była # 1264200 "200"- montowana we wszystkich e21 320 i 323i i e12 520 później w e28 i e30 eta 
Drugą była # 1277731 "731"- Była to głowica "200" z powiększonymi kanałami ssącymi.
Trzecią była # 1705885 "885"- zastosowana w 325i. Do powiększonych kanałów ssących zostały dodatkowo powiększone zawory oraz zmieniono komorę spalania  by ulepszyć strumień i termodynamiczny współczynnik sprawności.

## M20 B20 produkowany od 1977 (e12) do 1990 (e34)
| Liczba cylindrów                            | 6                                 |
| Średnica cylindrów                          | 80 mm                             |
| Skok tłoka                                  | 66 mm                             |
| Pojemność                                   | 1976 cm3                          |
| Stopień sprężania z katalizatorem           | 8,8:1                             |
| Stopień sprężania bez katalizatora          | 9,8:1                             |
| Moc maksymalna z katalizatorem              | 95 kW (129KM) przy 6000 obr./min  |
| Moc maksymalna bez katalizatora             | 100 kW (136KM) przy 6000 obr./min |
| Obroty maksymalne                           | 6500 obr./min                     |
| Maksymalny moment obrotowy z katalizatorem  | 164 Nm przy 4300 obr./min         |
| Maksymalny moment obrotowy bez katalizatora | 174 Nm przy 4000 obr./min         |

## M20 B23 produkowany od 7/77–8/83
| Liczba cylindrów                            | 6                                 |
| Średnica cylindrów                          | 80 mm                             |
| Skok tłoka                                  | 76,8 mm                           |
| Pojemność                                   | 2316 cm3                          |
| Stopień sprężania bez katalizatora          | 9,8:1                             |
| Moc maksymalna bez katalizatora             | 102 kW (139KM) przy 5300 obr./min |
| Obroty maksymalne                           | 6500 obr./min                     |
| Maksymalny moment obrotowy bez katalizatora | 205 Nm przy 4000 obr./min         |

## M20 B23 produkowany od 9/83–8/85
| Liczba cylindrów                            | 6                                 |
| Średnica cylindrów                          | 80 mm                             |
| Skok tłoka                                  | 76,8 mm                           |
| Pojemność                                   | 2316 cm3                          |
| Stopień sprężania bez katalizatora          | 9,8:1                             |
| Moc maksymalna bez katalizatora             | 110 kW (150KM) przy 6000 obr./min |
| Obroty maksymalne                           | 6500 obr./min                     |
| Maksymalny moment obrotowy bez katalizatora | 205 Nm przy 4000 obr./min         |

## M20 B25 Produkowany od 1986 do 1994
| Liczba cylindrów                            | 6                                 |
| Średnica cylindrów                          | 84 mm                             |
| Skok tłoka                                  | 75 mm                             |
| Pojemność                                   | 2494 cm3                          |
| Stopień sprężania z katalizatorem           | 8,8:1                             |
| Stopień sprężania bez katalizatora          | 9,8:1                             |
| Moc maksymalna z katalizatorem              | 125 kW (170KM) przy 5800 obr./min |
| Moc maksymalna bez katalizatora             | 126 kW (171KM) przy 5800 obr./min |
| Obroty maksymalne                           | 6500 obr./min                     |
| Maksymalny moment obrotowy z katalizatorem  | 222 Nm przy 4300 obr./min         |
| Maksymalny moment obrotowy bez katalizatora | 226 Nm przy 4000 obr./min         |

## M20 B27 produkowany od 2/85–11/87
| Liczba cylindrów                           | 6                                |
| Średnica cylindrów                         | 84 mm                            |
| Skok tłoka                                 | 81 mm                            |
| Pojemność                                  | 2693 cm3                         |
| Stopień sprężania z katalizatorem          | 9,0:1                            |
| Moc maksymalna z katalizatorem             | 90 kW (122KM) przy 4250 obr./min |
| Obroty maksymalne                          | 5000 obr./min                    |
| Maksymalny moment obrotowy z katalizatorem | 230 Nm przy 3250 obr./min        |

## M20 B27 produkowany od 12/86–
| Liczba cylindrów                           | 6                                |
| Średnica cylindrów                         | 84 mm                            |
| Skok tłoka                                 | 81 mm                            |
| Pojemność                                  | 2693 cm3                         |
| Stopień sprężania z katalizatorem          | 8,8:1                            |
| Moc maksymalna z katalizatorem             | 95 kW (129KM) przy 4800 obr./min |
| Obroty maksymalne                          | 5500 obr./min                    |
| Maksymalny moment obrotowy z katalizatorem | 230 Nm przy 3200 obr./min        |

Silnik M20 B27 stosowany był w modelach e28 i e30. Samochody z tymi silnikami nosiły oznaczenia 525e i 325e.